# Junko Minagawa
Junko Minagawa (皆川純子, Minagawa Junko, née le 22 novembre 1975 à Préfecture d'Ibaraki) est une seiyū affiliée à la compagnie Haikyo. Elle est spécialisée dans le doublage de jeunes garçons, mais a également doublé des personnages féminins.

## Doublage

### Anime
- .hack//Legend of the Twilight : Shugo Kunisaki
- Akatsuki No Yona : Yoon
- ARIA The Animation : Akira E. Ferrari
- Black Cat manga : Leon Elliott and Silphy
- Blassreiter : Malek Yildrim Werner
- Bokurano : Jun Ushiro
- Buso Renkin : Madoka Maruyama
- Chrono Crusade : Joshua Christopher
- Code Geass : Cornelia Li Britannia
- Duel Masters : Hakuoh
- D.Gray-man : Archie
- Fantastic Children : Tohma
- Fushigiboshi no Futagohime : Eclipse/Shade
- Godannar : Shinobu Saruwatari
- He Is My Master : Yoshitaka Nakabayashi
- Honey and Clover : Kaoru Morita as a child
- Ichigo Mashimaro : Sasatsuka
- Jinki:Extend : Mel J. Vanette
- Kirakira☆Precure A La Mode : Julio/Pikario
- Loveless : Ritsuka Aoyagi
- Mermaid Melody Pichi Pichi Pitch : Mikeru
- magi the labyrinth of magic : Jamiru child
- Negima! : Ayaka Yukihiro
- Negima!? : Ayaka Yukihiro
- Pandora Hearts : Oz Vessalius
- Pretty Guardian Sailor Moon Crystal : Sailor Uranus
- Rockman.EXE Axess : Allegro
- Saru Get You -On Air- : Hiroki
- Shakugan no Shana : Khamsin Nbh`w
- Shounen Onmyouji : Genbu
- The Prince of Tennis : Ryoma Echizen
- The World of Narue : Kanaka Nanase
- To Be Heroine : Jiang Chenmin
- Trinity Blood : Ion Fortuna
- Tsubasa: Reservoir Chronicle : Ryuuou
- Vampire Knight : Ruka Souen
- Viper's Creed : Norma
- Uninhabited Planet Survive! : Shingo
- Yu-Gi-Oh! 5D's : Misty
- Zettai Karen Children : Tim Toy
- Super Lovers : Kaido Ren

### Jeux vidéo
- Dead or Alive 4 : Eliot (Dead or Alive)
- Dragon Shadow Spell : Jehuty
- Eternal Sonata : Count Waltz
- Fatal Frame III: The Tormented (2005) : Rei Kurosawa, Reika Kuze
- Kid Icarus: Uprising : Gaol
- Nana (manga) : Nana Osaki
- Sakura Wars V : Sagiitta Weinberg
- Suikoden V : Roy, Zerase, et option B de voix du prince
- Devil Survivor Overclocked : Yoshino Harusawa
- Legend of Heroes : Zero no Kiseki Evolution : Waji Hemisphere
- Legend of Heroes : Ao no Kiseki Evolution : Waji Hemisphere
- Genshin Impact: Xingqiu
- World's End Club : Tattsun

### Drama CD
- Fullmetal Alchemist Vol. 1 : Edward Elric
- Beauty pop Vol. 1  :Kiri Koshiba
- Pandora Hearts : Oz Vessalius
- Hayate X Blade : Mikado Akira